# Debye-Relaxation
Die Debye-Relaxation (nach Peter Debye) beschreibt zeitliche Umpolariastionsprozesse der elektrischen Polarisation eines Materials mit Hilfe von Dämpfungsgliedern erster Ordnung. Es handelt sich also um den Spezialfall der überkritisch gedämpften dielektrischen Resonanz.

## Mathematische Beschreibung

### Dielektrischer Schwingkreis
Aus dem Zusammenhang zwischen der elektrischen Flussdichte {\displaystyle D} und der elektrischen Feldstärke {\displaystyle E_{m}} im Material definiert sich bei {\displaystyle \omega =0} die statische Dielektrizitätskonstante des Materials {\displaystyle \varepsilon _{s}}. Bei {\displaystyle \omega =\infty } wird die Dieletrizität mit  {\displaystyle \varepsilon _{\infty }} bezeichnet. Es gilt:
{\displaystyle D(t)=\varepsilon _{0}\varepsilon _{s}E_{m}(t)},
{\displaystyle \tau {\dot {D}}(t)=\varepsilon _{0}\varepsilon _{\infty }\tau {\dot {E}}_{m}(t)},
{\displaystyle {\frac {1}{\omega _{0}^{2}}}{\ddot {D}}(t)=\varepsilon _{0}\varepsilon _{\infty }{\frac {1}{\omega _{0}^{2}}}{\ddot {E}}_{m}(t)}
{\displaystyle \omega _{0}} ist die Resonanzfrequenz, {\displaystyle \tau } ist die Relaxationszeit. Addition aller drei Gleichungen ergibt:
{\displaystyle {\frac {1}{\omega _{0}^{2}}}{\ddot {D}}(t)+\tau {\dot {D}}(t)+D(t)=\varepsilon _{0}\varepsilon _{\infty }{\frac {1}{\omega _{0}^{2}}}{\ddot {E}}_{m}(t)+\varepsilon _{0}\varepsilon _{\infty }\tau {\dot {E}}_{m}(t)+\varepsilon _{0}\varepsilon _{s}E_{m}(t)}
Die Fouriertransformierte der Gleichung ist folglich:
{\displaystyle \left(-{\frac {\omega ^{2}}{\omega _{0}^{2}}}+j\omega \tau +1\right)D(j\omega )=\varepsilon _{0}\left(-\varepsilon _{\infty }{\frac {\omega ^{2}}{\omega _{0}^{2}}}+j\omega \varepsilon _{\infty }\tau +\varepsilon _{s}\right)E_{m}(j\omega )}
Es gilt also für die komplexe frequenzabhängige elektrische Permittivität {\displaystyle {\underline {\varepsilon }}_{r}}:
{\displaystyle {\underline {\varepsilon }}_{r}=\varepsilon _{r}'-j\varepsilon _{r}''={\frac {D(j\omega )}{\varepsilon _{0}E_{m}(j\omega )}}={\frac {-\varepsilon _{\infty }{\frac {\omega ^{2}}{\omega _{0}^{2}}}+j\omega \varepsilon _{\infty }\tau +\varepsilon _{s}}{-{\frac {\omega ^{2}}{\omega _{0}^{2}}}+j\omega \tau +1}}={\frac {\varepsilon _{s}-\varepsilon _{\infty }}{-{\frac {\omega ^{2}}{\omega _{0}^{2}}}+j\omega \tau +1}}+\varepsilon _{\infty }}
Die Aufteilung in Realteil {\displaystyle \varepsilon _{r}'} und Imaginärteil {\displaystyle \varepsilon _{r}''} ergibt nun:
{\displaystyle \varepsilon _{r}'={\frac {\left(\varepsilon _{s}-\varepsilon _{\infty }\right)\left(1-{\frac {\omega ^{2}}{\omega _{0}^{2}}}\right)}{\left(1-{\frac {\omega ^{2}}{\omega _{0}^{2}}}\right)^{2}+\left(\omega \tau \right)^{2}}}+\varepsilon _{\infty }},
{\displaystyle \varepsilon _{r}''={\frac {\left(\varepsilon _{s}-\varepsilon _{\infty }\right)\omega \tau }{\left(1-{\frac {\omega ^{2}}{\omega _{0}^{2}}}\right)^{2}+\left(\omega \tau \right)^{2}}}}

### Grenzfall für Debye-Relaxation
Wenn die Relaxationszeiten  {\displaystyle \tau \gg \omega _{0}^{-1}} viel größer gegenüber der inversen Resonanzfrequenz unterliegt das Material einer Debye-Relaxation. Die zeitlichen Ableitungen zweiter Ordnung können demnach vernachlässigt werden und es gilt:
{\displaystyle \varepsilon _{r}'={\frac {\left(\varepsilon _{s}-\varepsilon _{\infty }\right)}{1+\left(\omega \tau \right)^{2}}}+\varepsilon _{\infty }}
{\displaystyle \varepsilon _{r}''={\frac {\left(\varepsilon _{s}-\varepsilon _{\infty }\right)\omega \tau }{1+\left(\omega \tau \right)^{2}}}}
Den Plot von  {\displaystyle \varepsilon _{r}'} gegen  {\displaystyle \varepsilon _{r}''} nennt man Cole-Cole-Diagramm, der direkte Zusammenhang zwischen {\displaystyle \varepsilon _{r}'} und {\displaystyle \varepsilon _{r}''} wird Kramers-Kronig-Relation bezeichnet und es wird der Verlustfaktor definiert zu:
{\displaystyle \tan \left(\delta \right)={\frac {\varepsilon _{r}''}{\varepsilon _{r}'}}}
Für den über die Frequenz maximierten Verlustfaktor gilt:
{\displaystyle \tan \left(\delta \right)_{\mathrm {max} }={\frac {\varepsilon _{s}-\varepsilon _{\infty }}{2{\sqrt {\varepsilon _{s}\varepsilon _{\infty }}}}}}